# Anders Andersson (fotbollsspelare)
Anders Andersson, född 15 mars 1974 i Tomelilla, är en svensk före detta fotbollsspelare och numera expertkommentator på TV. Först på TV 4 och sedan 2021 Discovery. Andersson gjorde 27 landskamper och var uttagen i trupperna till EM 2000 och EM 2004.

## Fotbollskarriär
Från att först ha varit offensiv mittfältare agerade Andersson under större delen av karriären defensiv mittfältare och senare mittback. Han gjorde allsvensk debut i MFF som 17-åring 13 oktober 1991 mot AIK.  
Andersson spelade 172 allsvenska matcher och gjorde 18 mål för Malmö FF 1991-2008.
Han var med i svenska truppen i OS-laget 1992 i Barcelona, och 24 februari 1994 debuterade Andersson i A-landslaget, i den 87:e minuten, i en träningslandskamp mot Mexiko.
8 juli 1997 köpte Blackburn i Premier League honom, där Roy Hodgson var tränare. Men med stjärnor som Tim Sherwood, Chris Sutton, Graeme Le Saux, Martin Dahlin och Damien Duff  blev det svårt att ta en plats i startelvan. Det blev bara fyra matcher i Premier League (en från start mot Wimbledon), samt fyra cup-matcher (bl.a. mot Chelsea i ligacupen). Den 17 september 1997 gjorde Andersson sitt enda mål för Blackburn, i ligacup-matchen mot Preston.  
Det gick bättre för Andersson när han kom till danska Ålborg där Hasse Backe var tränare. Där blev Andersson dansk mästare 1999, och blev även lagkapten i den danska klubben. 
I EM 2000 15 juni, gjorde Anders Andersson ett inhopp i den mållösa matchen mot Turkiet.
När kontraktet i Ålborg var på väg att gå ut sommaren 2001 fick han ljumskproblem, och var borta i stort sett hela sista våren i Danmark. 
Då fick han ett anbud och flyttlasset gick till den portugisiska storklubben Benfica. Andersson stortrivdes i staden Lissabon. Han spelade i Benfica-matchen 25 januari 2004 när klubbkompisen Miklós Fehér avled på planen. Sex dagar efter händelsen bytte han Lissabon-klubb och gick till Belenenses. Detta för att få så mycket speltid som möjligt inför EM 2004. 
I Europamästerskapet startade han i 2-2-matchen mot Danmark 22 juni 2004. Andersson kom in som avbytare i träningslandskampen mot Frankrike den 9 februari 2005 i Paris, och det blev hans 27:e och sista landskamp.
Efter att ha varit lagkapten i Belenenses återvände Andersson, efter åtta år som utlandsproffs till Malmö FF sommaren 2005. Kontraktet var på 3,5 år. Säsongen 2007 tog han steget ned från mittfältet, och blev en uppskattad mittback i allsvenskan.
27 mars 2008 skadades Andersson under en träning och bröt skenbenet. När Andersson inte fick nytt kontrakt med Malmö FF bestämde han sig för att sluta helt med fotbollen, december 2008.

## Karriär efter fotbollen
Anders Andersson har efter karriären arbetat som kommentator för TV4 och sedermera C more, bland annat under Fotbolls-VM 2010 i Sydafrika och Fotbolls-VM  i Brasilien 2014.
Efter 12 år lämnade Andersson TV4 och C More, och gick istället 2021 till Discovery.
År 2022 hade Anderssons podd Att leda hållbarhet premiär. I podden samtalar Andersson med människor som på olika sätt arbetar för eller är engagerade i att skapa en hållbar framtid.

## Meriter
- 27 A-landskamper
- 2 B-landskamper
- 24 U21-landskamper
- 13 juniorlandskamper
- 18 pojklandskamper
- 1 danskt mästerskap